# 스타 트랙 7 - 넥서스 트랙
《스타 트랙 7 - 넥서스 트랙》(Star Trek: Generations)는 미국에서 제작된 데이비드 카슨 감독의 1994년 액션, 미스터리, SF, 스릴러 영화이다. 패트릭 스튜어트 등이 주연으로 출연하였고 릭 버먼 등이 제작에 참여하였다.

## 출연

### 주연
- 패트릭 스튜어트
- 조나단 플레이크
- 브렌트 스피너
- 레버 버튼
- 마이클 돈
- 게이츠 맥파든
- 마리나 설티스
- 말콤 맥도웰
- 제임스 두한

### 조연
- 워터 코에닉
- 윌리암 샤트너
- 앨런 럭
- 재클린 김
- 제넷 골드스타인
- 토머스 코파치
- 글렌 모슈워
- 팀 러스
- 토미 힌클리
- 존 푸치
- 크리스틴 잰슨
- 마이클 맥
- 덴드리 테일러
- 패티 야스테이크
- 그랜빌 에이미스
- 브리터니 파킨
- 마젤 바렛
- 바바라 마치
- 귀니스 월쉬
- 리프 휴튼
- 브라이언 톰슨
- 마시 골드먼
- 주디 레빗
- 크리스토퍼 로건
- 그웬 반 댐
- 킴 브래든
- 토마스 데커
- 매디슨 이긴턴
- 올리비아 핵
- 캐머런
- 트레시 코코
- 우피 골드버그

## MBC 성우진 (1999년 12월 18일)
- 박일 - 커크 선장(윌리엄 샤트너)
- 황일청 - 피카드 선장(패트릭 스튜어트)
- 김용식 - 닥터 소란(말콤 맥도웰)
- 안지환 - 데이터(브렌트 스피너)
- 황윤걸 - 라이커(조나단 플레이크)
- 성선녀 - 가이난(우피 골드버그)
- 박지훈 - 스카티(제임스 두한)
- 이종오 - 울프(마이클 돈)
- 김순선
- 이선주
- 최원형
- 정남
- 김용준
- 송준석
- 최수진
- 이상훈
- 이자옥
- 채의진
- 최한

## 기타
- 공동제작: 피터 로리슨
- 조감독: 유디 베넷
- 조감독: 다니엘 실버버그
- 조감독: 크리스 솔도
- 미술: 허먼 F. 짐머맨
- 세트: 존 M. 드라이어
- 의상: 로버트 블랙맨
- 분장부문: 로라 코놀리
- 분장부문: 마크 쇼스트롬
- 분장부문: 조이 자파타
- 배역: 주니 로우리-존슨
- 배역: 론 서마
- 프로덕션매니저: 로버트 그랜드
- 프로덕션매니저: 버나드 윌리엄스